# Klaus Bodenmüller
Klaus Bodenmüller (* 6. September 1962 in Feldkirch) ist ein ehemaliger österreichischer Leichtathlet aus Rankweil in Vorarlberg. Bei einer Körpergröße von 1,94 m betrug sein Wettkampfgewicht 112 kg.
Bodenmüller hält mit 21,03 m (1991, Halle) und 20,79 m (1987, Freiluft) immer noch die österreichischen Rekorde im Kugelstoßen und gehört zu den erfolgreichsten Leichtathleten der österreichischen Leichtathletik-Geschichte. 
Bei den Olympischen Spielen 1988 schied er als 16. in der Qualifikation aus. Bei den Olympischen Spielen 1992 in Barcelona belegte er mit 20,48 m Platz sechs.
Bei den Leichtathletik-Weltmeisterschaften 1987 erreichte er mit 20,41 m Platz sieben. In der Halle gewann Bodenmüller bei den Hallenweltmeisterschaften 1991 in Sevilla mit 20,42 m Silber; Gold gewann hier sein langjähriger Trainingspartner, der Schweizer Werner Günthör.
Seine größten internationalen Erfolge errang Bodenmüller bei Halleneuropameisterschaften. Nach zwei vierten Plätzen 1987 und 1988 gewann er 1990 in Glasgow Gold mit 21,03 m. Zwei Jahre später in Genua gewann er mit einer Weite von 19,99 m noch einmal Bronze.
Klaus Bodenmüller ist heute als Software-Entwickler in der Sportzeitmessung tätig.